# Mausolée de Quintus Lollius Urbicus
Le Mausolée de Quintus Lollius Urbicus est un monument situé à 25 km nord-ouest de Constantine en Algérie، près de la cité numide puis romaine (Tiddis), qui dépendait de Cirta. Il fut construit par le  sénateur romain, Quintus Lollius Urbicus en hommage à sa famille.

## Description
De forme circulaire, le mausolée est haut de 6 mètres et de 10 mètres de diamètre, se compose de onze assises superposées, chacune d'elles ayant 50 cm de hauteur. Il est relevé par un soubassement avec une base moulurée et une corniche surmontée d'une assise formant attique,.

## Historique du nom donné à ce tombeau

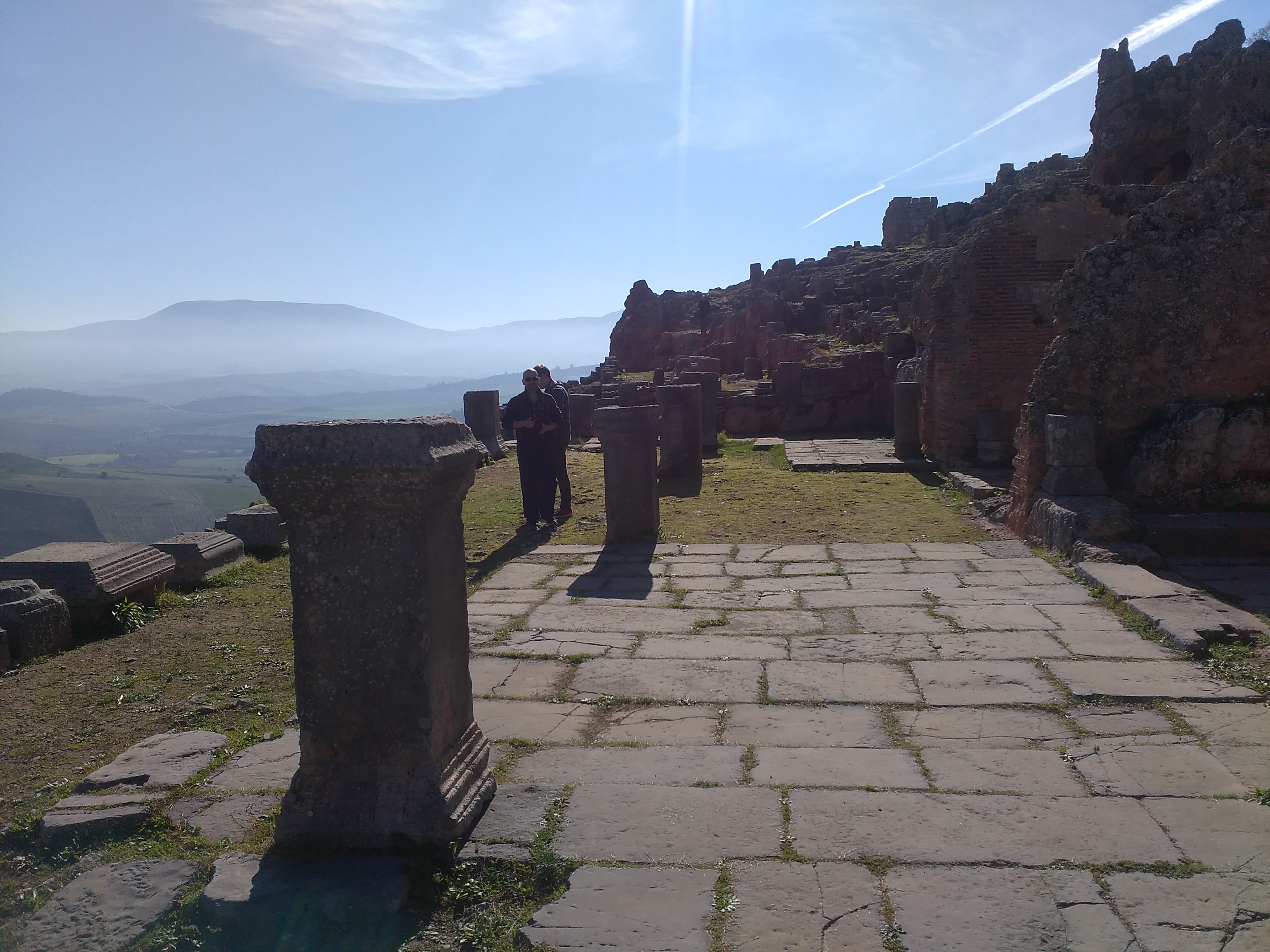
Les ruines de la cité antique Tiddis

Quintus Lollius Urbicus originaire de Tiddis et devenu préfet de Rome sous le règne de l’empereur romain Antonin le Pieux, voulait célébrer sa famille. Il a dédié ce monument à cinq membres de sa famille, à savoir son père, sa mère, ses deux frères et son oncle,.